# 布鲁斯·威廉·斯蒂尔曼
布鲁斯·威廉·斯蒂尔曼，AO，FAA，FRS（英語：Bruce William Stillman，1953年10月16日—），出生于澳大利亚墨尔本，澳大利亚生物化学家和癌症研究人员，自1994年以来任冷泉港实验室（CSHL）主任，2003年起任主席。自1992年起，他同时担任国家癌症研究所指定的癌症中心主任。斯蒂尔曼的研究主要集中在人体细胞和酵母染色体的复制机制，这种机制确保遗传物质传递的准确。2010年获路易莎·格罗斯·霍维茨奖。